# Rosemarie Tracy
Rosemarie Tracy (* 1949) ist eine deutsche Anglistin und Linguistin.

## Leben
Tracy studierte von 1968 bis 1980 Anglistik, Romanistik und Psychologie in Mannheim, Göttingen und in den USA. Nach Ende des Studiums arbeitete sie zunächst als wissenschaftliche Angestellte am Englischen Seminar der Georg-August-Universität Göttingen, dann als Dozentin für Linguistik und Psycholinguistik an der Schule für Logopädie der SRH Hochschule Heidelberg. Es folgte 1986 die Promotion und die Tätigkeit als Hochschulassistentin am Englischen Seminar der Eberhard Karls Universität Tübingen. Nach der Habilitation 1995 folgte sie einem Ruf an die Universität Mannheim, wo sie bis 2019 den Lehrstuhl für Anglistische Linguistik bekleidete und wo sie heute als Seniorprofessorin tätig ist.
Im Februar 2022 erhielt sie den Wilhelm-von-Humboldt-Preis der Deutschen Gesellschaft für Sprachwissenschaft, zur Würdigung ihres Lebenswerks.

## Forschungsschwerpunkte
- Linguistische Theorie
- Psycholinguistik
- Sprache und Kognition
- Lernbarkeit
- Bilingualismus
- Erstspracherwerb (mono- und bilingual)
- Sprachkontaktphänomene (Code-Switching)

## Publikationen (Auswahl)
- Wie Kinder Sprachen lernen: Und wie wir sie dabei unterstützen können. 2. Auflage. Francke, Tübingen 2008.
- Multitasking: Mehrsprachigkeit jenseits des „Streitfalls“. In: Ingrid Gogolin, Ursula Neumann (Hrsg.): Streitfall Zweisprachigkeit - The Bilingualism Controversy. VS-Verlag, Wiesbaden 2009, S. 163–196.
- mit H. Hopp, D. Thoma: Sprachförderkompetenz pädagogischer Fachkräfte. Ein sprachwissenschaftliches Modell. In: ZfE, Zeitschrift für Erziehungswissenschaft. 13(4), Springer, Berlin 2010, S. 609–629.
- mit B. Voet Cornelli und P. Schulz: Sprachentwicklungsdiagnostik bei Mehrsprachigkeit. Eine Herausforderung für die pädiatrische Praxis. In: Monatsschrift Kinderheilkunde. 161, Springer, Berlin 2013, S. 911–917.
- mit M. Krifka, J. Błaszczak, A. Leßmöllmann, A. Meinunger, B. Stiebels und H. Truckenbrodt (Hrsg.): Das mehrsprachige Klassenzimmer. Über die Muttersprachen unserer Schüler. Springer, Berlin 2014.